# Ondřej Giňa
Ondřej Giňa (* 22. února 1971 Rokycany) je televizní moderátor, který působil v hlavní zpravodajské relaci České televize, poté v terénu u plzeňského štábu. Stal se tak prvním romským moderátorem zpráv v hlavním vysílacím čase.

## Život
Rod Giňů přišel do Čech po válce ze sousedního Slovenska a je jedním z hlavních a nejstarších rodů v rámci romské komunity v Rokycanech. Otec Ondřeje Gini, Ondřej Giňa starší, je známý romský aktivista, jenž se výrazně angažoval v boji proti českému rasismu a diskriminaci Romů.
Ondřej Giňa ml. je vyučený kuchař, ale protože ho toto zaměstnání příliš nebavilo, začal pracovat jako valcíř kovu v železárnách. S manželkou Janou, která pracuje jako úřednice, žije v Rokycanech a má syna Ondřeje.[zdroj?]
Před několika lety[kdy?] se angažoval v romské nevládní organizaci s názvem Fond porozumění a naděje. Protože měl přehled o romském hnutí v České republice, stal se také korespondentem mezinárodní romské agentury Romnews Romského národního kongresu (RNC). Je uznávanou romskou osobností zejména v zahraničí, především v USA. O jeho přátelství s předními americkými kongresmany se psalo i v prestižním časopise Time, kde byla jeho fotografie dokonce na titulní straně. Nevyhnul se ani osobnímu setkání s bývalým prezidentem Billem Clintonem. Za jeho éry byl častým hostem v Bílém domě.[zdroj?]
V září 1998 se zúčastnil konkursu Českého rozhlasu na romského moderátora. Konkurs vyhrál a začal působit jako redaktor zpravodajství rozhlasové stanice ČRo 1 – Radiožurnál. Hned nato přišla nabídka od České televize na práci moderátora v televizním zpravodajství. Nejprve se jako externí spolupracovník objevoval pouze v ranních a nočních zprávách, poté, co do České televize přešel na plný úvazek, začal moderovat relaci Večerník. Jeho talent, zejména moderaci, oceňovali přední pedagogové mluvní a hlasové kultivace FF UK, kam Giňa docházel. Dodnes je představován studentům jako jeden ze vzorů správné mediální prezentace.[zdroj?]
Podle serveru romove.radio.cz byl Ondřej Giňa v roce 2000 obviněn z trestného činu pro podezření z neoprávněného pobírání sociálních dávek, kvůli čemuž přestal moderovat hlavní televizní zprávy. Šlo o sociální příspěvek a sociální dávky v řádově tisícovkách korun. Poté, co se Giňa k podvodu přiznal a zaplatil škodu, soud trestní stíhání podmínečně zastavil se zkušební dobou 18 měsíců. Následně se vrátil na obrazovku při televizních zprávách.
Ondřej Giňa si zahrál také filmovou roli v českém psychologickém snímku režiséra Petra Václava nazvaném Paralelní světy (2001).
Od roku 2003 začal působit v plzeňské redakci České televize jako regionální zpravodaj.